# Bleke roodmus
De bleke roodmus (Carpodacus stoliczkae) is een zangvogel uit de familie Fringillidae (Vinkachtigen).

## Verspreiding en leefgebied
Deze soort komt voor in zuidelijk centraal Azië en telt 3 ondersoorten:
- Carpodacus stoliczkae salimalii: centraal Afghanistan.
- Carpodacus stoliczkae stoliczkae: westelijk China.
- Carpodacus stoliczkae beicki: centraal China.